# Eishockey-Weltmeisterschaft der Frauen 2024
Die 26. Eishockey-Weltmeisterschaft der Frauen der Internationalen Eishockey-Föderation IIHF waren die Eishockey-Weltmeisterschaften des Jahres 2024. Das Turnier der Top-Division fand vom 3. bis 14. April in der US-amerikanischen Stadt Utica im Bundesstaat New York statt. Insgesamt nehmen zwischen dem 11. März und dem 27. April 45 Nationalmannschaften an den sieben Turnieren der Top-Division sowie den Divisionen I, II und III teil.
Den Weltmeistertitel sicherte sich zum 13. Mal insgesamt die Mannschaft aus Kanada, die im Finale die Vereinigten Staaten mit 6:5 in der Verlängerung besiegte. Den Bronzerang sicherte sich Finnland mit einem 3:2-Sieg nach Penaltyschießen über Tschechien. Die Schweiz und die deutsche Mannschaft belegten den fünften und sechsten Rang. Das Team aus Österreich beendete das Turnier der Division IA auf dem vierten Platz.

## Teilnehmer, Austragungsorte und -zeiträume
Aufgrund des russischen Überfalls auf die Ukraine war der russische Verband wie in den beiden Vorjahren von allen Turnieren ausgeschlossen.
- Top-Division: 3. bis 14. April 2024 in Utica, New York, USA
Teilnehmer:  Volksrepublik China (Aufsteiger),  Dänemark (Aufsteiger),  Deutschland,  Finnland,  Japan,  Kanada,  Schweden,  Schweiz,  Tschechien,  USA (Titelverteidiger)

- Division I
  - Gruppe A: 21. bis 27. April 2024 in Klagenfurt am Wörthersee, Österreich
Teilnehmer:  Frankreich (Absteiger),  Niederlande,  Norwegen,  Österreich,  Südkorea (Aufsteiger),  Ungarn (Absteiger)
  - Gruppe B: 31. März bis 6. April 2024 in Riga, Lettland
Teilnehmer:  Großbritannien,  Italien,  Lettland (Aufsteiger),  Polen,  Slowakei (Absteiger),  Slowenien

- Division II
  - Gruppe A: 7. bis 13. April 2024 in Canillo, Andorra
Teilnehmer:  Belgien (Aufsteiger),  Republik China (Taiwan),  Island,  Kasachstan (Absteiger),  Mexiko,  Spanien
  - Gruppe B: 1. bis 7. April 2024 in Istanbul, Türkei
Teilnehmer:  Australien,  Hongkong (Aufsteiger),  Neuseeland,  Nordkorea (Absteiger),  Türkei,  Südafrika

- Division III
  - Gruppe A: 11. bis 17. März 2024 in Zagreb, Kroatien
Teilnehmer:  Bulgarien,  Kroatien (Absteiger),  Litauen,  Rumänien,  Serbien (Aufsteiger),  Ukraine
  - Gruppe B: 24 bis 29. März 2024 in Kohtla-Järve, Estland
Teilnehmer:  Bosnien und Herzegowina,  Estland (Absteiger),  Israel,  Singapur (Neuling),  Thailand (Neuling)

## Top-Division
Die Top-Division der Weltmeisterschaft fand vom 3. bis 14. April 2024 in der US-amerikanischen Stadt Utica im Bundesstaat New York statt. Gespielt wurde im Adirondack Bank Center, das 3.860 Zuschauern Platz bietet. Den Titel sicherte sich Kanada durch einen 6:5-Sieg gegen die Vereinigten Staaten. Den dritten Platz belegte Finnland.
Am Turnier nahmen zehn Nationalmannschaften teil, die in zwei leistungsmäßig abgestuften Gruppen zu je fünf Teams spielten. Die Gruppeneinteilung wurde auf Basis der nach Abschluss der Weltmeisterschaft 2023 aktuellen IIHF-Weltrangliste festgelegt:
| Gruppe A   | Gruppe B            |
| USA        | Schweden            |
| Kanada     | Japan               |
| Tschechien | Deutschland         |
| Schweiz    | Volksrepublik China |
| Finnland   | Dänemark            |

### Modus
Durch die Aufstockung von acht auf zehn teilnehmende Mannschaften wird das Turnier zum fünften Mal in diesem Modus ausgetragen. Die zehn Teilnehmer werden in zwei leistungsmäßig abgestufte Gruppen à fünf Mannschaften eingeteilt. Alle Mannschaften bestreiten zunächst vier Spiele, woraufhin sich nach der Vorrunde alle fünf Teams der Gruppe A sowie die drei punktbesten Mannschaften der Gruppe B für das Viertelfinale qualifizieren. Die beiden letztplatzierten Mannschaften der Gruppe B steigen in die Division IA ab.
Die Teams im Viertelfinale bestreiten je ein Qualifikationsspiel zur Halbfinalteilnahme. Die Sieger der beiden Halbfinalspiele qualifizieren sich für das Finale. Das Spiel um den fünften Platz – und damit die Qualifikation für die Gruppe A im Folgejahr – absolvieren die beiden bestplatzierten Teams, die nicht das Halbfinale erreichen.

### Austragungsort
| \| Utica \|                          |
| Austragungsort der Weltmeisterschaft |
| Utica                                |

| Utica |

### Vorrunde

#### Gruppe A
| 3. April 2024 15:00 Uhr (Ortszeit) | 3. April 2024 21:00 Uhr (MESZ) | Finnland | 0:4 (0:0, 0:2, 0:2) Spielbericht | Tschechien A. Šapovalivová (27:23) K. Hymlárová (36:58) N. Mlýnková (56:54) T. Plosová (57:44) | Adirondack Bank Center, Utica Zuschauer: 1.306 |

| 3. April 2024 19:00 Uhr | 4. April 2024 1:00 Uhr | USA H. Winn (25:23) K. Coyne Schofield (36:00) H. Knight (50:47) H. Winn (54:41) | 4:0 (0:0, 2:0, 2:0) Spielbericht | Schweiz | Adirondack Bank Center, Utica Zuschauer: 3.920 |

| 4. April 2024 19:00 Uhr | 5. April 2024 1:00 Uhr | Kanada B. Jenner (9:15) E. Maltais (21:58) J. Gosling (39:28) E. Shelton (57:40) | 4:1 (1:0, 2:1, 1:0) Spielbericht | Finnland P. Nieminen (24:49) | Adirondack Bank Center, Utica Zuschauer: 1.650 |

| 5. April 2024 15:00 Uhr | 5. April 2024 21:00 Uhr | Schweiz | 0:3 (0:2, 0:0, 0:1) Spielbericht | Kanada E. Maltais (1:10) S. Nurse (7:46) S. Fillier (59:41) | Adirondack Bank Center, Utica Zuschauer: 2.141 |

| 5. April 2024 19:00 Uhr | 6. April 2024 1:00 Uhr | Tschechien | 0:6 (0:1, 0:2, 0:3) Spielbericht | USA A. Carpenter (6:49) A. Carpenter (36:29) L. Edwards (37:28) L. Edwards (43:42) T. Heise (45:03) A. Carpenter (50:24) | Adirondack Bank Center, Utica Zuschauer: 3.880 |

| 6. April 2024 19:00 Uhr | 7. April 2024 1:00 Uhr | Finnland E. Holopainen (6:54) E. Holopainen (19:35) S. Sundelin (39:20) | 3:5 (2:2, 1:2, 0:1) Spielbericht | USA A. Murphy (7:58) H. Knight (18:16) T. Heise (27:42) K. Coyne Schofield (31:40) K. Coyne Schofield (40:15) | Adirondack Bank Center, Utica Zuschauer: 3.902 |

| 7. April 2024 15:00 Uhr | 7. April 2024 21:00 Uhr | Kanada D. Serdachny (2:07) K. O’Neill (9:00) K. O’Neill (17:30) R. Fast (24:31) L. Stacey (45:43) | 5:0 (3:0, 1:0, 1:0) Spielbericht | Tschechien | Adirondack Bank Center, Utica Zuschauer: 2.004 |

| 8. April 2024 15:00 Uhr | 8. April 2024 21:00 Uhr | Schweiz L. Stalder (14:14) S. Leemann (50:49) | 2:5 (1:2, 0:2, 1:1) Spielbericht | Finnland P. Nieminen (0:42) R. Savolainen (19:52) S. Vanhanen (24:51) S. Tapani (33:58) J. Hiirikoski (58:31) | Adirondack Bank Center, Utica Zuschauer: 1.319 |

| 8. April 2024 19:00 Uhr | 9. April 2024 1:00 Uhr | USA K. Simms (63:38) | 1:0 n. V. (0:0, 0:0, 0:0, 1:0) Spielbericht | Kanada | Adirondack Bank Center, Utica Zuschauer: 4.017 |

| 9. April 2024 15:00 Uhr | 9. April 2024 21:00 Uhr | Tschechien A. Tejralová (0:37) T. Vanišová (34:03) N. Mlýnková (35:09) D. Pejšová (49:46) N. Mlýnková (55:05) N. Mlýnková (59:56) | 6:1 (1:1, 2:0, 3:0) Spielbericht | Schweiz L. Stalder (16:31) | Adirondack Bank Center, Utica Zuschauer: 1.388 |

| Pl. |            | Sp | S | OTS | OTN | N | Tore  | Punkte |
| 1.  | USA        | 4  | 3 | 1   | 0   | 0 | 16:03 | 11     |
| 2.  | Kanada     | 4  | 3 | 0   | 1   | 0 | 12:02 | 10     |
| 3.  | Tschechien | 4  | 2 | 0   | 0   | 2 | 10:12 | 6      |
| 4.  | Finnland   | 4  | 1 | 0   | 0   | 3 | 09:15 | 3      |
| 5.  | Schweiz    | 4  | 0 | 0   | 0   | 4 | 03:18 | 0      |

Abkürzungen: Pl. = Platz, Sp = Spiele, S = Siege, OTS = Siege nach Verlängerung (Overtime) oder Penaltyschießen, OTN = Niederlagen nach Verlängerung oder Penaltyschießen, N = Niederlagen

Erläuterungen: Viertelfinalqualifikant

#### Gruppe B
| 3. April 2024 11:00 Uhr (Ortszeit) | 3. April 2024 17:00 Uhr (MESZ) | Dänemark N. Jensen (51:26) | 1:3 (0:0, 0:2, 1:1) Spielbericht | Schweden F. Wikner Zienkiewicz (32:19) L. Ljungblom (38:54) J. Bouveng (44:11) | Adirondack Bank Center, Utica Zuschauer: 3.721 |

| 4. April 2024 11:00 Uhr | 4. April 2024 17:00 Uhr | Volksrepublik China Yang J. (37:45) Guan Y. (47:37) Guan Y. (PS) | 3:2 n. P. (0:1, 1:0, 1:1, 0:0, 1:0) Spielbericht | Japan Ak. Shiga (4:12) M. Ito (43:37) | Adirondack Bank Center, Utica Zuschauer: 2.308 |

| 4. April 2024 15:00 Uhr | 4. April 2024 21:00 Uhr | Dänemark N. Jensen (56:15) | 1:5 (0:1, 0:1, 1:3) Spielbericht | Deutschland Li. Welcke (19:46) L. Kluge (39:10) R. Hark (44:49) J. Schiefer (52:43) E. Nix (57:14) | Adirondack Bank Center, Utica Zuschauer: 1.385 |

| 5. April 2024 11:00 Uhr | 5. April 2024 17:00 Uhr | Schweden H. Svensson (6:38) H. Svensson (8:57) L. Ljungblom (12:33) F. Wikner Zienkiewicz (17:46) S. Lundin (20:49) J. Bouveng (21:06) H. Olsson (22:45) S. Hjalmarsson (26:25) | 8:1 (4:0, 4:1, 0:0) Spielbericht | Volksrepublik China Kong M. (23:46) | Adirondack Bank Center, Utica Zuschauer: 2.041 |

| 6. April 2024 15:00 Uhr | 6. April 2024 21:00 Uhr | Japan Ak. Shiga (58:37) | 1:4 (0:0, 0:2, 1:2) Spielbericht | Deutschland J. Schiefer (35:45) B. Karpf (38:23) Lu. Welcke (58:14) N. Eisenschmid (59:06) | Adirondack Bank Center, Utica Zuschauer: 1.831 |

| 7. April 2024 11:00 Uhr | 7. April 2024 17:00 Uhr | Schweden E. Hedqvist (6:45) J. Bouveng (8:34) H. Svensson (38:36) T. Johansson (44:58) S. Hjalmarsson (50:42) J. Bouveng (56:41) | 6:2 (2:0, 1:2, 3:0) Spielbericht | Japan H. Toko (27:23) M. Ito (38:12) | Adirondack Bank Center, Utica Zuschauer: 2.194 |

| 7. April 2024 19:00 Uhr | 8. April 2024 1:00 Uhr | Volksrepublik China Kong M. (58:09) | 1:2 n. P. (0:0, 0:1, 1:0, 0:0, 0:1) Spielbericht | Dänemark A. Refsgaard (38:28) F. Foss (PS) | Adirondack Bank Center, Utica Zuschauer: 1.548 |

| 8. April 2024 11:00 Uhr | 8. April 2024 17:00 Uhr | Deutschland F. Feldmeier (48:35) | 1:0 (0:0, 0:0, 1:0) Spielbericht | Schweden | Adirondack Bank Center, Utica Zuschauer: 1.808 |

| 9. April 2024 11:00 Uhr | 9. April 2024 17:00 Uhr | Deutschland L. Kluge (0:28) E. Nix (15:57) B. Karpf (57:02) | 3:0 (2:0, 0:0, 1:0) Spielbericht | Volksrepublik China | Adirondack Bank Center, Utica Zuschauer: 2.638 |

| 9. April 2024 19:00 Uhr | 10. April 2024 1:00 Uhr | Japan R. Koyama (4:47) S. Taka (30:17) R. Ukita (56:37) | 3:0 (1:0, 1:0, 1:0) Spielbericht | Dänemark | Adirondack Bank Center, Utica Zuschauer: 1.619 |

| Pl. |                     | Sp | S | OTS | OTN | N | Tore  | Punkte |
| 1.  | Deutschland         | 4  | 4 | 0   | 0   | 0 | 13:02 | 12     |
| 2.  | Schweden            | 4  | 3 | 0   | 0   | 1 | 17:05 | 9      |
| 3.  | Japan               | 4  | 1 | 0   | 1   | 2 | 08:13 | 4      |
| 4.  | Volksrepublik China | 4  | 0 | 1   | 1   | 2 | 05:15 | 3      |
| 5.  | Dänemark            | 4  | 0 | 1   | 0   | 3 | 04:12 | 2      |

Abkürzungen: Pl. = Platz, Sp = Spiele, S = Siege, OTS = Siege nach Verlängerung (Overtime) oder Penaltyschießen, OTN = Niederlagen nach Verlängerung oder Penaltyschießen, N = Niederlagen

Erläuterungen: Viertelfinalqualifikant, Absteiger in die Division IA

### Finalrunde
|  | Viertelfinale                                          | Viertelfinale | Viertelfinale |    | Halbfinale | Halbfinale | Halbfinale       |            |   | Finale | Finale | Finale |
|  |                                                        |               |               |    |            |            |                  |            |   |        |        |        |
|  | A1                                                     | USA           | 10            |    |            |            |                  |            |   |        |        |        |
|  | B3                                                     | Japan         | 0             |    |            |            |                  |            |   |        |        |        |
|  | B3                                                     | Japan         | 0             | A1 | USA        | 5          |                  |            |   |        |        |        |
|  |                                                        |               |               | A1 | USA        | 5          |                  |            |   |        |        |        |
|  | A4                                                     | Finnland      | 0             |    |            |            |                  |            |   |        |        |        |
|  | A4                                                     | Finnland      | 0             | A2 | Kanada     | 5          |                  |            |   |        |        |        |
|  |                                                        |               |               | A2 | Kanada     | 5          |                  |            |   |        |        |        |
|  | B2                                                     | Schweden      | 1             |    |            |            |                  |            |   |        |        |        |
|  | B2                                                     | Schweden      | 1             | A1 | USA        | 5          |                  |            |   |        |        |        |
|  | (Die Teams werden nach dem Viertelfinale neu gesetzt.) |               |               | A1 | USA        | 5          |                  |            |   |        |        |        |
|  |                                                        | A2            | Kanada        | 6  |            |            |                  |            |   |        |        |        |
|  | A3                                                     | A2            | Kanada        | 6  | Tschechien | 1          |                  |            |   |        |        |        |
|  | A3                                                     |               |               |    | Tschechien | 1          |                  |            |   |        |        |        |
|  | B1                                                     | Deutschland   | 0             |    |            |            |                  |            |   |        |        |        |
|  | B1                                                     | Deutschland   | 0             | A2 | Kanada     | 4          |                  |            |   |        |        |        |
|  |                                                        |               |               | A2 | Kanada     | 4          | Spiel um Platz 3 |            |   |        |        |        |
|  | A3                                                     | Tschechien    | 0             |    |            |            |                  |            |   |        |        |        |
|  | A3                                                     | Tschechien    | 0             | A4 | Finnland   | 3          | A3               | Tschechien | 2 |        |        |        |
|  |                                                        |               |               | A4 | Finnland   | 3          | A3               | Tschechien | 2 |        |        |        |
|  | A5                                                     | Schweiz       | 1             | A4 | Finnland   | 3          |                  |            |   |        |        |        |

#### Viertelfinale
| 11. April 2024 10:00 Uhr (Ortszeit) | 11. April 2024 16:00 Uhr (MESZ) | Finnland P. Nieminen (10:59) S. Tapani (36:34) N. Laitinen (42:42) | 3:1 (1:1, 1:0, 1:0) Spielbericht | Schweiz I. Wey (1:22) | Adirondack Bank Center, Utica Zuschauer: 1.399 |

| 11. April 2024 13:30 Uhr | 11. April 2024 19:30 Uhr | Tschechien D. Pejšová (52:54) | 1:0 (0:0, 0:0, 1:0) Spielbericht | Deutschland | Adirondack Bank Center, Utica Zuschauer: 1.388 |

| 11. April 2024 17:00 Uhr | 11. April 2024 23:00 Uhr | Kanada R. Fast (2:25) L. Stacey (5:29) R. Fast (28:11) N. Spooner (53:56) J. Bourbonnais (54:42) | 5:1 (2:1, 1:0, 2:0) Spielbericht | Schweden H. Svensson (11:26) | Adirondack Bank Center, Utica Zuschauer: 1.512 |

| 11. April 2024 20:30 Uhr | 12. April 2024 2:30 Uhr | USA L. Eden (3:59) H. Knight (8:35) A. Carpenter (11:51) K. Simms (21:05) A. Murphy (22:31) J. Dunne (28:19) A. Murphy (32:54) T. Janecke (36:10) C. Harvey (36:44) A. Carpenter (45:25) | 10:0 (3:0, 6:0, 1:0) Spielbericht | Japan | Adirondack Bank Center, Utica Zuschauer: 3.504 |

#### Spiel um Platz 5
| 13. April 2024 11:00 Uhr | 13. April 2024 17:00 Uhr | Schweiz A. Müller (17:58) L. Stalder (32:27) A. Müller (64:07) | 3:2 n. V. (1:0, 1:2, 0:0, 1:0) Spielbericht | Deutschland Lu. Welcke (30:20) E. Nix (38:18) | Adirondack Bank Center, Utica Zuschauer: 1.423 |

#### Halbfinale
| 13. April 2024 15:00 Uhr | 13. April 2024 21:00 Uhr | USA H. Bilka (12:01) L. Edwards (33:14) L. Edwards (42:34) L. Edwards (46:22) S. Harmon (56:10) | 5:0 (1:0, 1:0, 3:0) Spielbericht | Finnland | Adirondack Bank Center, Utica Zuschauer: 3.989 |

| 13. April 2024 19:00 Uhr | 14. April 2024 1:00 Uhr | Kanada B. Turnbull (4:32) J. Larocque (18:15) E. Clark (21:39) S. Fillier (44:40) | 4:0 (2:0, 1:0, 1:0) Spielbericht | Tschechien | Adirondack Bank Center, Utica Zuschauer: 2.121 |

#### Spiel um Platz 3
| 14. April 2024 13:00 Uhr | 14. April 2024 19:00 Uhr | Tschechien M. Pejzlová (25:50) D. Křížová (44:11) | 2:3 n. P. (0:0, 1:2, 1:0, 0:0, 0:1) Spielbericht | Finnland M. Karvinen (20:20) V. Vainikka (36:30) P. Nieminen (PS) | Adirondack Bank Center, Utica Zuschauer: 2.014 |

#### Finale
| 14. April 2024 17:00 Uhr | 14. April 2024 23:00 Uhr | USA L. Edwards (8:12) M. Keller (30:10) A. Carpenter (36:32) H. Knight (48:56) C. Harvey (54:58) | 5:6 n. V. (1:1, 2:2, 2:2, 0:1) Spielbericht | Kanada E. Ambrose (6:32) J. Gosling (23:08) M.-P. Poulin (38:58) E. Clark (50:46) M.-P. Poulin (52:19) D. Serdachny (65:16) | Adirondack Bank Center, Utica Zuschauer: 4.142 |

### Statistik

#### Beste Scorerinnen
Abkürzungen: Sp = Spiele, T = Tore, V = Assists, Pkt = Punkte, +/− = Plus/Minus, SM = Strafminuten; Fett: Turnierbestwert
| Spieler                 | Mannschaft | Sp | T | V | Pkt | +/− | SM |
| ----------------------- | ---------- | -- | - | - | --- | --- | -- |
| Alex Carpenter          | USA        | 7  | 6 | 4 | 10  | +10 | 2  |
| Hilary Knight           | USA        | 7  | 4 | 6 | 10  | +9  | 0  |
| Caroline Harvey         | USA        | 7  | 2 | 8 | 10  | +12 | 2  |
| Kendall Coyne Schofield | USA        | 7  | 3 | 6 | 9   | +9  | 0  |
| Laila Edwards           | USA        | 7  | 6 | 2 | 8   | +5  | 0  |
| Abbey Murphy            | USA        | 7  | 3 | 5 | 8   | +6  | 4  |
| Taylor Heise            | USA        | 7  | 2 | 5 | 7   | +7  | 2  |
| Hilda Svensson          | Schweden   | 7  | 4 | 2 | 6   | +2  | 0  |
| Natálie Mlýnková        | Tschechien | 7  | 4 | 2 | 6   | +1  | 2  |
| Renata Fast             | Kanada     | 7  | 3 | 3 | 6   | +15 | 6  |

#### Beste Torhüterinnen
Abkürzungen: Sp = Spiele, Min = Eiszeit (in Minuten), GT = Gegentore, SO = Shutouts, Sv% = gehaltene Schüsse (in %), GTS = Gegentorschnitt; Fett: Turnierbestwert
| Spieler              | Mannschaft          | Sp | Min    | GT | SO | GTS  | Sv%   |
| -------------------- | ------------------- | -- | ------ | -- | -- | ---- | ----- |
| Sandra Abstreiter    | Deutschland         | 5  | 303:11 | 6  | 1  | 1,19 | 95,04 |
| Zhan Jiahui          | Volksrepublik China | 4  | 209:45 | 9  | 0  | 2,57 | 93,96 |
| Ann-Renée Desbiens   | Kanada              | 5  | 308:54 | 7  | 2  | 1,36 | 93,58 |
| Emma-Sofie Nordström | Dänemark            | 4  | 241:19 | 10 | 0  | 2,49 | 92,65 |
| Klára Peslarová      | Tschechien          | 7  | 430:00 | 18 | 2  | 2,51 | 92,56 |

### Abschlussplatzierungen
Die Platzierungen ergaben sich nach folgenden Kriterien:
- Plätze 1 bis 4: Ergebnisse im Finale sowie im Spiel um Platz 3
- Plätze 5 bis 6: Ergebnisse im  Spiel um Platz 5
- Plätze 7 bis 8 (Verlierer der Platzierungsspiele): nach Gruppenzugehörigkeit, dann Platzierung, dann Punkten, dann Tordifferenz in der Vorrunde
- Plätze 9 bis 10: nach Platzierung in der Vorrunde

| Pl. | Team                |
| --- | ------------------- |
| 1   | Kanada              |
| 2   | USA                 |
| 3   | Finnland            |
| 4   | Tschechien          |
| 5   | Schweiz             |
| 6   | Deutschland         |
| 7   | Schweden            |
| 8   | Japan               |
| 9   | Volksrepublik China |
| 10  | Dänemark            |

### Titel, Auf- und Abstieg
| Weltmeister Kanada | Erin Ambrose, Ashton Bell, Jaime Bourbonnais, Kristen Campbell, Emily Clark, Ann-Renée Desbiens, Renata Fast, Sarah Fillier, Julia Gosling, Nicole Gosling, Brianne Jenner, Jocelyne Larocque, Emerance Maschmeyer, Emma Maltais, Sarah Nurse, Kristin O’Neill, Marie-Philip Poulin, Jamie Lee Rattray, Danielle Serdachny, Ella Shelton, Natalie Spooner, Laura Stacey, Blayre Turnbull Cheftrainer: Troy Ryan Assistenztrainer: Kori Cheverie, Courtney Kessel, Caroline Ouellette |

| Silber USA | Cayla Barnes, Hannah Bilka, Alex Carpenter, Kendall Coyne Schofield, Britta Curl, Joy Dunne, Lacey Eden, Laila Edwards, Aerin Frankel, Rory Guilday, Savannah Harmon, Caroline Harvey, Taylor Heise, Nicole Hensley, Tessa Janecke, Megan Keller, Hilary Knight, Sydney Morrow, Abbey Murphy, Kelly Pannek, Gwyneth Philips, Hayley Scamurra, Kirsten Simms, Haley Winn, Grace Zumwinkle Cheftrainer: John Wroblewski Assistenztrainer: Shari Dickerman, Brent Hill, Josh Sciba |

| Bronze Finnland | Sanni Ahola, Anna-Kaisa Antti-Roiko, Jenni Hiirikoski, Elisa Holopainen, Michelle Karvinen, Anni Keisala, Oona Koukkula, Nelli Laitinen, Julia Liikala, Petra Nieminen, Jenniina Nylund, Tiia Pajarinen, Krista Parkkonen, Sanni Rantala, Eve Savander, Ronja Savolainen, Julia Schalin, Sofianna Sundelin, Susanna Tapani, Noora Tulus, Viivi Vainikka, Sanni Vanhanen, Emilia Vesa, Siiri Yrjölä Cheftrainer: Juuso Toivola Assistenztrainer: Saara Niemi, Mikko Palsola |

| Absteiger in die Division IA:   | Volksrepublik China, Dänemark |
| Aufsteiger in die Top-Division: | Norwegen, Ungarn              |

### Auszeichnungen
Spielertrophäen
| Auszeichnung          | Spieler           | Team        |
| --------------------- | ----------------- | ----------- |
| Beste Torhüterin      | Sandra Abstreiter | Deutschland |
| Beste Verteidigerin   | Renata Fast       | Kanada      |
| Beste Stürmerin       | Alex Carpenter    | USA         |
| Wertvollste Spielerin | Laila Edwards     | USA         |

All-Star-Team
| Angriff:      | Laila Edwards – Alex Carpenter – Natálie Mlýnková |
| Verteidigung: | Renata Fast – Caroline Harvey                     |
| Tor:          | Sanni Ahola                                       |

## Division I

### Gruppe A in Klagenfurt am Wörthersee, Österreich
Das Turnier der Gruppe A der Division I wurde vom 21. bis 27. April 2024 in der österreichischen Stadt Klagenfurt am Wörthersee ausgetragen. Die Spiele fanden in der 4.409 Zuschauer fassenden Heidi-Horten-Arena statt. Insgesamt besuchten 14.055 Zuschauer die 15 Turnierspiele, was einem Schnitt von 937 pro Partie entspricht.
Während Ungarn als zweitplatziertem Team der direkte Wiederaufstieg in die Top-Division gelang, schaffte Norwegen als Turniersieger erstmals seit 28 Jahren die Rückkehr in die Elitegruppe der Weltmeisterschaft. Dort waren die Norwegerinnen zuletzt bei der Weltmeisterschaft 1996 angetreten. Sowohl Frankreich als Vorjahresabsteiger und Österreich als Gastgeber verpassten damit den Aufstieg. Den Abstieg in die B-Gruppe der Division I musste Vorjahresaufsteiger Südkorea hinnehmen, dem im Turnierverlauf lediglich ein Torerfolg gelang.
| 21. April 2024 11:30 Uhr (Ortszeit) | Niederlande B. van Nes (36:20) | 1:5 (0:1, 1:3, 0:1) Spielbericht | Frankreich J. Barbirati (18:23) M. Huot-Marchand (21:21) L. Villiot (28:29) L. Villiot (39:22) E. Duvin (46:14) | Heidi-Horten-Arena, Klagenfurt am Wörthersee Zuschauer: 350 |

| 21. April 2024 15:00 Uhr | Südkorea | 0:2 (0:0, 0:1, 0:1) Spielbericht | Ungarn A. Huszák (36:14) E. Kreisz (52:44) | Heidi-Horten-Arena, Klagenfurt am Wörthersee Zuschauer: 380 |

| 21. April 2024 18:30 Uhr | Norwegen M. Sirum (41:33) J. Biseth Engmann (45:12) M. Sirum (47:00) | 3:2 (0:0, 0:1, 3:1) Spielbericht | Österreich A. Fazokas (23:19) A. Fazokas (56:58) | Heidi-Horten-Arena, Klagenfurt am Wörthersee Zuschauer: 1.758 |

| 22. April 2024 12:30 Uhr | Ungarn Z. Pázmándi (12:22) R. Dabasi (39:10) | 2:0 (1:0, 1:0, 0:0) Spielbericht | Niederlande | Heidi-Horten-Arena, Klagenfurt am Wörthersee Zuschauer: 712 |

| 22. April 2024 16:00 Uhr | Frankreich C. Rozier (36:50) C. Aurard (38:22) G. De Serres (57:09) | 3:4 n. P. (0:3, 2:0, 1:0, 0:0, 0:1) Spielbericht | Norwegen K. Pedersen (5:35) I. Morset (10:11) M. Sirum (17:19) A. Dalen (PS) | Heidi-Horten-Arena, Klagenfurt am Wörthersee Zuschauer: 345 |

| 22. April 2024 19:30 Uhr | Österreich A. Fazokas (16:51) A. Meixner (18:32) A. Meixner (40:27) L. Dauböck (56:26) T. Grascher (57:12) A. Meixner (58:08) | 6:0 (2:0, 0:0, 4:0) Spielbericht | Südkorea | Heidi-Horten-Arena, Klagenfurt am Wörthersee Zuschauer: 1.367 |

| 24. April 2024 12:30 Uhr | Ungarn A. Huszák (54:21) | 1:2 n. P. (0:0, 0:1, 1:0, 0:0, 0:1) Spielbericht | Norwegen M. Fischer (34:01) M. Sirum (PS) | Heidi-Horten-Arena, Klagenfurt am Wörthersee Zuschauer: 411 |

| 24. April 2024 16:00 Uhr | Südkorea Song Y.-h. (34:08) | 1:3 (0:1, 1:0, 0:2) Spielbericht | Niederlande K. Hamers (14:40) J. Milders (45:25) S. Wielenga (59:52) | Heidi-Horten-Arena, Klagenfurt am Wörthersee Zuschauer: 435 |

| 24. April 2024 19:30 Uhr | Frankreich E. Duvin (14:05) C. Rozier (34:45) E. Duvin (49:42) E. Nonnenmacher (50:30) E. Duvin (59:59) | 5:3 (1:1, 1:1, 3:1) Spielbericht | Österreich L. Dauböck (10:09) T. Schafzahl (22:55) T. Schafzahl (42:47) | Heidi-Horten-Arena, Klagenfurt am Wörthersee Zuschauer: 1.942 |

| 26. April 2024 12:30 Uhr | Frankreich L. Quarto (1:05) A. Simon (1:50) L. Villiot (20:51) L. Quarto (42:45) L. Cedelle (46:29) | 5:0 (2:0, 1:0, 2:0) Spielbericht | Südkorea | Heidi-Horten-Arena, Klagenfurt am Wörthersee Zuschauer: 416 |

| 26. April 2024 16:00 Uhr | Niederlande | 0:1 n. P. (0:0, 0:0, 0:0, 0:0, 0:1) Spielbericht | Norwegen E. Kruse (PS) | Heidi-Horten-Arena, Klagenfurt am Wörthersee Zuschauer: 435 |

| 26. April 2024 20:25 Uhr | Österreich A. Fazokas (19:09) L. Artner (19:34) A. Meixner (PS) | 3:2 n. P. (2:2, 0:0, 0:0, 0:0, 1:0) Spielbericht | Ungarn M. Seregély (2:36) B. Németh (6:07) | Heidi-Horten-Arena, Klagenfurt am Wörthersee Zuschauer: 2.279 |

| 27. April 2024 12:30 Uhr | Norwegen E. Bergesen (2:27) T. Løkke Nyberg (5:59) T. Løkke Nyberg (6:08) E. Kruse (21:01) I. Tillman (30:57) M. Haug Hansen (33:02) A. Dalen (46:22) U. Bjelland (46:35) | 8:0 (3:0, 3:0, 2:0) Spielbericht | Südkorea | Heidi-Horten-Arena, Klagenfurt am Wörthersee Zuschauer: 358 |

| 27. April 2024 16:00 Uhr | Ungarn K. Jókai Szilágyi (39:04) M. Seregély (42:30) | 2:1 (0:1, 1:0, 1:0) Spielbericht | Frankreich L. Baudrit (0:43) | Heidi-Horten-Arena, Klagenfurt am Wörthersee Zuschauer: 482 |

| 27. April 2024 20:25 Uhr | Österreich E. Hofbauer (4:50) L. Lüftenegger (7:25) T. Schafzahl (30:08) K. Hengelmüller (32:50) T. Schafzahl (33:57) A. Fazokas (62:48) | 6:5 n. V. (2:2, 3:1, 0:2, 1:0) Spielbericht | Niederlande K. Hamers (0:10) K. Hamers (14:16) B. van Nes (33:24) J. Zwarthoed (55:42) J. Milders (59:35) | Heidi-Horten-Arena, Klagenfurt am Wörthersee Zuschauer: 2.385 |

| Pl. |             | Sp | S | OTS | OTN | N | Tore  | Punkte |
| 1.  | Norwegen    | 5  | 2 | 3   | 0   | 0 | 18:06 | 12     |
| 2.  | Ungarn      | 5  | 3 | 0   | 2   | 0 | 09:06 | 11     |
| 3.  | Frankreich  | 5  | 3 | 0   | 1   | 1 | 19:10 | 10     |
| 4.  | Österreich  | 5  | 1 | 2   | 0   | 2 | 20:15 | 7      |
| 5.  | Niederlande | 5  | 1 | 0   | 2   | 2 | 09:15 | 5      |
| 6.  | Südkorea    | 5  | 0 | 0   | 0   | 5 | 01:24 | 0      |

Abkürzungen: Pl. = Platz, Sp = Spiele, S = Siege, OTS = Siege nach Verlängerung (Overtime) oder Penaltyschießen, OTN = Niederlagen nach Verlängerung oder Penaltyschießen, N = Niederlagen

Erläuterungen: Aufsteiger in die Top-Division, Absteiger in die Division IB

#### Division-IA-Aufstiegsmannschaften
| Division-IA-Aufsteiger Norwegen | Tiril Arntzen, Emma Bergesen, Josefine Biseth Engmann, Une Bjelland, Marthe Brunvold, Andrea Dalen, Ava-Margot Farid Malthe, Mathea Fischer, Andrine Furulund, Ida Haave, Madelen Haug Hansen, Linnea Holterud Olsson, Thea Jørgensen, Emilie Kruse, Tea Løkke Nyberg, Ingrid Morset, Ena Nystrøm, Karoline Pedersen, Lotte Pedersen, Thea Rustbakken, Millie Sirum, Iben Tillman Cheftrainer: André Lysenstøen |
| Division-IA-Aufsteiger Ungarn   | Boglárka Báhiczki-Tóth, Taylor Baker, Réka Dabasi, Nikolett Fehér, Dorottya Gengeliczky, Tamara Gondos, Imola Horváth, Alexandra Huszák, Kinga Jókai Szilágyi, Franciska Kiss-Simon, Emma Kreisz, Adél Márton, Fruzsina Mayer, Regina Metzler, Berta Mozolai, Anikó Németh, Bernadett Németh, Lotti Odnoga, Zsófia Pázmándi, Zsuzsa Révész, Mira Seregély, Hayley Williams Cheftrainer: Pat Cortina             |

### Gruppe B in Riga, Lettland
Das Turnier der Gruppe B der Division I wurde vom 31. März bis 6. April 2024 in der lettischen Landeshauptstadt Riga ausgetragen. Die Spiele fanden im 1.000 Zuschauer fassenden Volvo sporta centrs statt. Insgesamt besuchten 4.849 Zuschauer die 15 Turnierspiele, was einem Schnitt von 323 pro Partie entspricht.
Die Slowakei sicherte sich mit einem nahezu souveränen Auftritt den direkten Wiederaufstieg in die Gruppe A der Division I. Lediglich gegen Italien unterlagen die Slowakinnen trotz klarer Dominanz knapp mit 2:3. Den Abstieg in die Division II musste Polen hinnehmen.
| 31. März 2024 12:30 Uhr (Ortszeit) | Großbritannien | 1:0 (0:0, 1:0, 0:0) Spielbericht | Italien | Volvo sporta centrs, Riga Zuschauer: 144 |

| 31. März 2024 16:00 Uhr | Slowenien | 4:1 (2:1, 1:0, 1:0) Spielbericht | Polen | Volvo sporta centrs, Riga Zuschauer: 108 |

| 31. März 2024 19:30 Uhr | Lettland | 1:7 (1:1, 0:6, 0:0) Spielbericht | Slowakei | Volvo sporta centrs, Riga Zuschauer: 570 |

| 1. April 2024 12:30 Uhr | Polen | 3:2 n. V. (0:2, 1:0, 1:0, 1:0) Spielbericht | Großbritannien | Volvo sporta centrs, Riga Zuschauer: 132 |

| 1. April 2024 16:00 Uhr | Slowakei | 4:0 (2:0, 1:0, 1:0) Spielbericht | Slowenien | Volvo sporta centrs, Riga Zuschauer: 110 |

| 1. April 2024 19:30 Uhr | Italien | 2:3 (0:0, 1:1, 1:2) Spielbericht | Lettland | Volvo sporta centrs, Riga Zuschauer: 433 |

| 3. April 2024 12:30 Uhr | Slowakei | 7:1 (2:1, 4:0, 1:0) Spielbericht | Großbritannien | Volvo sporta centrs, Riga Zuschauer: 168 |

| 3. April 2024 16:00 Uhr | Polen | 1:2 (1:1, 0:0, 0:1) Spielbericht | Italien | Volvo sporta centrs, Riga Zuschauer: 122 |

| 3. April 2024 19:30 Uhr | Lettland | 3:4 n. P. (1:0, 2:3, 0:0, 0:0, 0:1) Spielbericht | Slowenien | Volvo sporta centrs, Riga Zuschauer: 675 |

| 5. April 2024 12:30 Uhr | Italien | 3:2 (0:1, 1:0, 2:1) Spielbericht | Slowakei | Volvo sporta centrs, Riga Zuschauer: 142 |

| 5. April 2024 16:00 Uhr | Slowenien | 1:2 (0:0, 1:1, 0:1) Spielbericht | Großbritannien | Volvo sporta centrs, Riga Zuschauer: 113 |

| 5. April 2024 19:30 Uhr | Polen | 0:6 (0:1, 0:2, 0:3) Spielbericht | Lettland | Volvo sporta centrs, Riga Zuschauer: 875 |

| 23. April 2024 12:30 Uhr | Italien | 6:1 (2:0, 2:0, 2:1) Spielbericht | Slowenien | Volvo sporta centrs, Riga Zuschauer: 112 |

| 6. April 2024 16:00 Uhr | Slowakei | 5:1 (1:0, 3:1, 1:0) Spielbericht | Polen | Volvo sporta centrs, Riga Zuschauer: 116 |

| 6. April 2024 19:30 Uhr | Großbritannien | 2:3 (1:1, 1:1, 0:1) Spielbericht | Lettland | Volvo sporta centrs, Riga Zuschauer: 1.029 |

| Pl. |                | Sp | S | OTS | OTN | N | Tore  | Punkte |
| 1.  | Slowakei       | 5  | 4 | 0   | 0   | 1 | 25:06 | 12     |
| 2.  | Lettland       | 5  | 3 | 0   | 1   | 1 | 16:15 | 10     |
| 3.  | Italien        | 5  | 3 | 0   | 0   | 2 | 13:08 | 9      |
| 4.  | Großbritannien | 5  | 2 | 0   | 1   | 2 | 08:14 | 7      |
| 5.  | Slowenien      | 5  | 1 | 1   | 0   | 3 | 10:16 | 5      |
| 6.  | Polen          | 5  | 0 | 1   | 0   | 4 | 06:19 | 2      |

Abkürzungen: Pl. = Platz, Sp = Spiele, S = Siege, OTS = Siege nach Verlängerung (Overtime) oder Penaltyschießen, OTN = Niederlagen nach Verlängerung oder Penaltyschießen, N = Niederlagen

Erläuterungen: Aufsteiger in die Division IA, Absteiger in die Division IIA

#### Division-IB-Siegermannschaft
| Division-IB-Aufsteiger Slowakei | Simone Bednárik, Lilien Beňáková, Tatiana Blichová, Lívia Debnárová, Zuzana Dobiášová, Lucia Drábeková, Hana Fančovičová, Ema Gálisová, Lucia Halušková, Janka Hlinková, Lucia Ištocyová, Nikola Janeková, Barbora Kapičáková, Iveta Klimášová, Tatiana Korenková, Romana Košecká, Lívia Kúbeková, Emília Leskovjanská, Nikola Nemčeková, Andrea Rišianová, Laura Šuliková, Ema Tóthová Cheftrainer: Miroslav Mosnár |

### Auf- und Abstieg
| Absteiger in die Division IA:   | Volksrepublik China, Dänemark |
| Aufsteiger in die Top-Division: | Norwegen, Ungarn              |
| Absteiger in die Division IB:   | Südkorea                      |
| Aufsteiger in die Division IA:  | Slowakei                      |
| Absteiger in die Division IIA:  | Polen                         |
| Aufsteiger in die Division IB:  | Kasachstan                    |

## Division II

### Gruppe A in Canillo, Andorra
Das Turnier der Gruppe A der Division II wurde vom 7. bis 13. April 2024 – ausgerichtet vom spanischen Verband – im andorranischen Canillo ausgetragen. Die Spiele fanden im 314 Zuschauer fassenden Palau de Gel d’Andorra statt. Insgesamt besuchten 2.595 Zuschauer die 15 Turnierspiele, was einem Schnitt von 173 pro Partie entspricht.
Trotz des Heimvorteils gelang es dem spanischen Team nicht diesen zu nutzen und musste – wie schon in den beiden Vorjahren – erneut einer anderen Mannschaft den Vortritt beim Aufstieg in die Division I lassen. Im letzten Gruppenspiel setzte sich Kasachstan im direkten Duell gegen Spanien, dass bis ins Schlussdrittel hinein geführt hatte, durch. Als Tabellenletzter musste Belgien nach zuletzt zwei Aufstiegen den Abstieg zurück in die Gruppe B der Division II hinnehmen.
| 7. April 2024 13:00 Uhr (Ortszeit) | Belgien | 1:3 (0:2, 1:1, 0:0) Spielbericht | Republik China (Taiwan) | Palau de Gel d’Andorra, Canillo Zuschauer: 40 |

| 7. April 2024 16:30 Uhr | Mexiko | 2:4 (0:0, 2:2, 0:2) Spielbericht | Kasachstan | Palau de Gel d’Andorra, Canillo Zuschauer: 86 |

| 7. April 2024 20:00 Uhr | Spanien | 8:0 (2:0, 1:0, 2:0) Spielbericht | Island | Palau de Gel d’Andorra, Canillo Zuschauer: 376 |

| 8. April 2024 13:00 Uhr | Kasachstan | 3:0 (0:0, 2:0, 1:0) Spielbericht | Republik China (Taiwan) | Palau de Gel d’Andorra, Canillo Zuschauer: 32 |

| 8. April 2024 16:30 Uhr | Island | 5:2 (3:0, 1:1, 1:1) Spielbericht | Belgien | Palau de Gel d’Andorra, Canillo Zuschauer: 49 |

| 8. April 2024 20:00 Uhr | Spanien | 3:0 (1:0, 0:0, 2:0) Spielbericht | Mexiko | Palau de Gel d’Andorra, Canillo Zuschauer: 320 |

| 10. April 2024 13:00 Uhr | Kasachstan | 7:2 (5:0, 2:1, 0:1) Spielbericht | Island | Palau de Gel d’Andorra, Canillo Zuschauer: 58 |

| 10. April 2024 16:30 Uhr | Mexiko | 2:1 (0:0, 1:0, 1:1) Spielbericht | Republik China (Taiwan) | Palau de Gel d’Andorra, Canillo Zuschauer: 79 |

| 10. April 2024 20:00 Uhr | Spanien | 8:0 (4:0, 2:0, 2:0) Spielbericht | Belgien | Palau de Gel d’Andorra, Canillo Zuschauer: 226 |

| 11. April 2024 13:00 Uhr | Island | 0:3 (0:1, 0:0, 0:2) Spielbericht | Mexiko | Palau de Gel d’Andorra, Canillo Zuschauer: 136 |

| 11. April 2024 16:30 Uhr | Belgien | 2:9 (0:5, 2:2, 0:2) Spielbericht | Kasachstan | Palau de Gel d’Andorra, Canillo Zuschauer: 78 |

| 11. April 2024 20:00 Uhr | Republik China (Taiwan) | 1:3 (0:1, 1:1, 0:1) Spielbericht | Spanien | Palau de Gel d’Andorra, Canillo Zuschauer: 283 |

| 13. April 2024 13:00 Uhr | Mexiko | 6:1 (1:0, 1:0, 4:1) Spielbericht | Belgien | Palau de Gel d’Andorra, Canillo Zuschauer: 74 |

| 13. April 2024 16:30 Uhr | Republik China (Taiwan) | 3:2 (1:0, 0:2, 2:0) Spielbericht | Island | Palau de Gel d’Andorra, Canillo Zuschauer: 97 |

| 13. April 2024 20:00 Uhr | Kasachstan | 5:3 (1:1, 1:2, 3:0) Spielbericht | Spanien | Palau de Gel d’Andorra, Canillo Zuschauer: 661 |

| Pl. |                         | Sp | S | OTS | OTN | N | Tore  | Punkte |
| 1.  | Kasachstan              | 5  | 5 | 0   | 0   | 0 | 28:09 | 15     |
| 2.  | Spanien                 | 5  | 4 | 0   | 0   | 1 | 25:06 | 12     |
| 3.  | Mexiko                  | 5  | 3 | 0   | 0   | 2 | 13:09 | 9      |
| 4.  | Republik China (Taiwan) | 5  | 2 | 0   | 0   | 3 | 08:11 | 6      |
| 5.  | Island                  | 5  | 1 | 0   | 0   | 4 | 09:23 | 3      |
| 6.  | Belgien                 | 5  | 0 | 0   | 0   | 5 | 06:31 | 0      |

Abkürzungen: Pl. = Platz, Sp = Spiele, S = Siege, OTS = Siege nach Verlängerung (Overtime) oder Penaltyschießen, OTN = Niederlagen nach Verlängerung oder Penaltyschießen, N = Niederlagen

Erläuterungen: Aufsteiger in die Division IB, Absteiger in die Division IIB

#### Division-IIA-Siegermannschaft
| Division-IIA-Aufsteiger Kasachstan | Malika Aldabergenowa, Pernesch Aschimowa, Julija Butorina, Anastassija Dubrowskaja, Karina Felsink, Nadeschda Filimonowa, Polina Gowtwa, Alina Iwantschenko, Tatjana Koroljowa, Jekaterina Kuzenko, Katrin Meskini, Dәrija Moldabai, Aida Olschabajewa, Anastassija Orasbajewa, Anna Pjatkowa, Dilnas Sajachatkysy, Munira Sajachatkysy, Alexandra Schegai, Arina Schtschokolowa, Larissa Swiridowa, Madina Tursynowa, Alexandra Woronowa Cheftrainer: Alexander Tebenkow |

### Gruppe B in Istanbul, Türkei
Das Turnier der Gruppe B der Division II wurde vom 1. bis 7. April 2024 in der türkischen Metropole Istanbul ausgetragen. Die Spiele fanden im Zeytinburnu Buz Pateni Salonu („Eislaufhalle Zeytinburnu“) statt. Insgesamt besuchten 2.235 Zuschauer die 15 Turnierspiele, was einem Schnitt von 149 pro Partie entspricht.
Die nordkoreanische Mannschaft, die erstmals seit 2019 wieder an einem Weltmeisterschaftsturnier teilnahm und mittlerweile in die Division IIB abgestiegen war, setzte sich am letzten Spieltag im „Aufstiegsendspiel“ gegen Australien denkbar knapp mit 2:1 im Penaltyschießen durch. Die Ostasiatinnen kehrten damit wieder in die Division IIA zurück. Den Abstieg in die Division III musste Südafrika hinnehmen, das mit einer Bilanz 0 Punkten und 1:56 Toren abstieg.
| 1. April 2024 13:00 Uhr (Ortszeit) | Neuseeland | 1:5 (0:2, 0:2, 1:1) Spielbericht | Nordkorea | Zeytinburnu Buz Pateni Salonu, Istanbul Zuschauer: 30 |

| 1. April 2024 16:30 Uhr | Hongkong | 6:0 (4:0, 1:0, 1:0) Spielbericht | Südafrika | Zeytinburnu Buz Pateni Salonu, Istanbul Zuschauer: 45 |

| 1. April 2024 20:30 Uhr | Australien | 6:2 (2:1, 2:1, 2:0) Spielbericht | Türkei | Zeytinburnu Buz Pateni Salonu, Istanbul Zuschauer: 400 |

| 2. April 2024 13:00 Uhr | Nordkorea | 14:0 (3:0, 4:0, 7:0) Spielbericht | Südafrika | Zeytinburnu Buz Pateni Salonu, Istanbul Zuschauer: 45 |

| 2. April 2024 16:30 Uhr | Australien | 4:0 (0:0, 2:0, 2:0) Spielbericht | Neuseeland | Zeytinburnu Buz Pateni Salonu, Istanbul Zuschauer: 75 |

| 2. April 2024 20:30 Uhr | Türkei | 0:2 (0:1, 0:0, 0:1) Spielbericht | Hongkong | Zeytinburnu Buz Pateni Salonu, Istanbul Zuschauer: 100 |

| 4. April 2024 13:00 Uhr | Neuseeland | 14:0 (6:0, 2:0, 6:0) Spielbericht | Südafrika | Zeytinburnu Buz Pateni Salonu, Istanbul Zuschauer: 35 |

| 4. April 2024 16:30 Uhr | Australien | 6:0 (2:0, 4:0, 0:0) Spielbericht | Hongkong | Zeytinburnu Buz Pateni Salonu, Istanbul Zuschauer: 45 |

| 4. April 2024 20:30 Uhr | Nordkorea | 7:1 (4:1, 3:0, 0:0) Spielbericht | Türkei | Zeytinburnu Buz Pateni Salonu, Istanbul Zuschauer: 450 |

| 5. April 2024 13:00 Uhr | Südafrika | 0:14 (0:5, 0:5, 0:4) Spielbericht | Australien | Zeytinburnu Buz Pateni Salonu, Istanbul Zuschauer: 30 |

| 5. April 2024 16:30 Uhr | Hongkong | 1:2 (0:1, 0:0, 1:1) Spielbericht | Nordkorea | Zeytinburnu Buz Pateni Salonu, Istanbul Zuschauer: 30 |

| 5. April 2024 20:30 Uhr | Türkei | 2:1 (0:0, 1:0, 1:1) Spielbericht | Neuseeland | Zeytinburnu Buz Pateni Salonu, Istanbul Zuschauer: 450 |

| 7. April 2024 13:00 Uhr | Neuseeland | 2:1 (0:0, 1:1, 1:0) Spielbericht | Hongkong | Zeytinburnu Buz Pateni Salonu, Istanbul Zuschauer: 45 |

| 7. April 2024 16:30 Uhr | Nordkorea | 2:1 n. P. (1:0, 0:1, 0:0, 0:0, 1:0) Spielbericht | Australien | Zeytinburnu Buz Pateni Salonu, Istanbul Zuschauer: 55 |

| 7. April 2024 20:30 Uhr | Südafrika | 1:8 (0:3, 0:2, 1:3) Spielbericht | Türkei | Zeytinburnu Buz Pateni Salonu, Istanbul Zuschauer: 400 |

| Pl. |            | Sp | S | OTS | OTN | N | Tore  | Punkte |
| 1.  | Nordkorea  | 5  | 4 | 1   | 0   | 0 | 30:04 | 14     |
| 2.  | Australien | 5  | 4 | 0   | 1   | 0 | 31:04 | 13     |
| 3.  | Hongkong   | 5  | 2 | 0   | 0   | 3 | 10:10 | 6      |
| 4.  | Neuseeland | 5  | 2 | 0   | 0   | 3 | 18:12 | 6      |
| 5.  | Türkei     | 5  | 2 | 0   | 0   | 3 | 13:17 | 6      |
| 6.  | Südafrika  | 5  | 0 | 0   | 0   | 5 | 01:56 | 0      |

Abkürzungen: Pl. = Platz, Sp = Spiele, S = Siege, OTS = Siege nach Verlängerung (Overtime) oder Penaltyschießen, OTN = Niederlagen nach Verlängerung oder Penaltyschießen, N = Niederlagen

Erläuterungen: Aufsteiger in die Division IIA, Absteiger in die Division IIIA

#### Division-IIB-Siegermannschaft
| Division-IIB-Aufsteiger Nordkorea | Hong Tan, Jang Hyang, Jo Kum-hyang, Jo Un-song, Jong Kum-gyong, Jong Su-hyon, Kim Il-hyang, Kim Ju, Kim Kyong-rim, Kim Pom-hyang, Kim Un-gyong, Kim Un-hyang, Pak Chung-im, Pak In, Ri Pom, Ri Sol-ju, Ri Yong-gyong, Rim Hye-song, Ro Kyong-ran, Ro Mi-gyong, Ryu Sol-mi Cheftrainer: Kwak Kum-sil |

### Auf- und Abstieg
| Absteiger in die Division IIA:  | Polen      |
| Aufsteiger in die Division IB:  | Kasachstan |
| Absteiger in die Division IIB:  | Belgien    |
| Aufsteiger in die Division IIA: | Nordkorea  |
| Absteiger in die Division IIIA: | Südafrika  |
| Aufsteiger in die Division IIB: | Ukraine    |

## Division III

### Gruppe A in Zagreb, Kroatien
Das Turnier der Gruppe A der Division III wurde vom 11. bis 17. März 2024 in der kroatischen Hauptstadt Zagreb ausgetragen. Die Spiele fanden in der 1.000 Zuschauer fassenden Dvorana Velesajam statt. Insgesamt besuchten 1.935 Zuschauern die 15 Turnierspiele, was einem Schnitt von 129 Besuchern pro Partie entspricht.
Den Aufstieg sicherte sich die Mannschaft aus der Ukraine, der damit nach vier Jahren der Wiederaufstieg in die Gruppe B der Division II gelang. Der Absteiger und Turniergastgeber Kroatien konnte als Tabellenvorletzter einen erneuten Abstieg verhindern. Diesen musste das bulgarische Team hinnehmen, das punktlos blieb und bereits vor dem letzten Spieltag den letzten Rang nicht mehr abgeben konnte.
| 11. März 2024 12:30 Uhr (Ortszeit) | Ukraine | 9:1 (3:1, 5:0, 1:0) Spielbericht | Bulgarien | Dvorana Velesajam, Zagreb Zuschauer: 68 |

| 11. März 2024 16:00 Uhr | Serbien | 0:7 (0:3, 0:2, 0:2) Spielbericht | Rumänien | Dvorana Velesajam, Zagreb Zuschauer: 83 |

| 11. März 2024 19:30 Uhr | Litauen | 2:1 n. P. (0:0, 1:1, 0:0, 0:0, 1:0) Spielbericht | Kroatien | Dvorana Velesajam, Zagreb Zuschauer: 310 |

| 12. März 2024 12:30 Uhr | Bulgarien | 1:3 (0:2, 1:1, 0:0) Spielbericht | Serbien | Dvorana Velesajam, Zagreb Zuschauer: 25 |

| 12. März 2024 16:00 Uhr | Ukraine | 3:1 (0:0, 1:0, 2:1) Spielbericht | Litauen | Dvorana Velesajam, Zagreb Zuschauer: 27 |

| 12. März 2024 19:30 Uhr | Kroatien | 2:4 (1:2, 0:1, 1:1) Spielbericht | Rumänien | Dvorana Velesajam, Zagreb Zuschauer: 280 |

| 14. März 2024 12:30 Uhr | Litauen | 3:4 (1:1, 1:0, 1:3) Spielbericht | Rumänien | Dvorana Velesajam, Zagreb Zuschauer: 15 |

| 14. März 2024 16:00 Uhr | Ukraine | 5:4 n. V. (0:2, 1:1, 3:1, 1:0) Spielbericht | Serbien | Dvorana Velesajam, Zagreb Zuschauer: 65 |

| 14. März 2024 19:30 Uhr | Kroatien | 5:1 (0:0, 2:0, 3:1) Spielbericht | Bulgarien | Dvorana Velesajam, Zagreb Zuschauer: 193 |

| 15. März 2024 12:30 Uhr | Rumänien | 1:5 (0:2, 0:1, 1:2) Spielbericht | Ukraine | Dvorana Velesajam, Zagreb Zuschauer: 53 |

| 15. März 2024 16:00 Uhr | Bulgarien | 1:4 (1:2, 0:2, 0:0) Spielbericht | Litauen | Dvorana Velesajam, Zagreb Zuschauer: 63 |

| 15. März 2024 19:30 Uhr | Serbien | 3:1 (0:0, 1:1, 2:0) Spielbericht | Kroatien | Dvorana Velesajam, Zagreb Zuschauer: 320 |

| 17. März 2024 12:30 Uhr | Litauen | 5:2 (1:1, 1:1, 3:0) Spielbericht | Serbien | Dvorana Velesajam, Zagreb Zuschauer: 51 |

| 17. März 2024 16:00 Uhr | Rumänien | 4:1 (3:0, 1:0, 0:1) Spielbericht | Bulgarien | Dvorana Velesajam, Zagreb Zuschauer: 62 |

| 17. März 2024 19:30 Uhr | Kroatien | 1:6 (1:0, 0:4, 0:2) Spielbericht | Ukraine | Dvorana Velesajam, Zagreb Zuschauer: 320 |

| Pl. |           | Sp | S | OTS | OTN | N | Tore  | Punkte |
| 1.  | Ukraine   | 5  | 4 | 1   | 0   | 0 | 28:08 | 14     |
| 2.  | Rumänien  | 5  | 4 | 0   | 0   | 1 | 20:11 | 12     |
| 3.  | Litauen   | 5  | 2 | 1   | 0   | 2 | 15:11 | 8      |
| 4.  | Serbien   | 5  | 2 | 0   | 1   | 2 | 12:19 | 7      |
| 5.  | Kroatien  | 5  | 1 | 0   | 1   | 3 | 10:16 | 4      |
| 6.  | Bulgarien | 5  | 0 | 0   | 0   | 5 | 05:25 | 0      |

Abkürzungen: Pl. = Platz, Sp = Spiele, S = Siege, OTS = Siege nach Verlängerung (Overtime) oder Penaltyschießen, OTN = Niederlagen nach Verlängerung oder Penaltyschießen, N = Niederlagen

Erläuterungen: Aufsteiger in die Division IIB, Absteiger in die Division IIIB

#### Division-IIIA-Siegermannschaft
| Division-IIIA-Aufsteiger Ukraine | Elen Alipowa, Elisabet Alipowa, Julija Dobrowolska, Chrystyna Drofa, Sofija Hutor, Warwara Ismajlowa, Marija Kosub, Hanna Les, Dominika Lopatina, Walerija Mantschak-Jensen, Anna Markowa, Oleksandra Maschkina, Antonina Rohanowa, Daryna Roschok, Polina Telehina, Wiktorija Tkatschenko, Radmila Wedmedenko, Juliana Wilhan, Wiktorija Zenowa, Darija Zymyrenko Cheftrainer: Jewhen Alipow |

### Gruppe B in Kohtla-Järve, Estland
Das Turnier der Gruppe B der Division III wurde vom 24. bis 29. März 2024 in der estnischen Industriestadt Kohtla-Järve ausgetragen. Die Spiele fanden in der 700 Zuschauer fassenden Spordikeskuse jäähall Kothla-Järve statt. Insgesamt besuchten 3.549 Zuschauer die zehn Turnierspiele, was einem Schnitt von 354 pro Partie entspricht.
Bei ihrer ersten Teilnahme gelang der thailändischen Nationalmannschaft der sofortige Aufstieg in die Gruppe A der Division III. Der souveräne Turniergewinn stand bereits nach dem dritten Spiel der Thailänderinnen fest, die alle Spiele gewannen und lediglich einen Gegentreffer in den Schlussminuten ihres letzten Spiels gegen den Tabellenletzten aus Bosnien und Herzegowina hinnehmen mussten.
| 24. März 2024 15:00 Uhr (Ortszeit) | Thailand | 4:0 (3:0, 0:0, 1:0) Spielbericht | Israel | Spordikeskuse jäähall, Kothla-Järve Zuschauer: 150 |

| 24. März 2024 18:30 Uhr | Estland | 5:2 (2:0, 1:2, 2:0) Spielbericht | Bosnien und Herzegowina | Spordikeskuse jäähall, Kothla-Järve Zuschauer: 450 |

| 25. März 2024 18:30 Uhr | Singapur | 0:4 (0:1, 0:1, 0:2) Spielbericht | Thailand | Spordikeskuse jäähall, Kothla-Järve Zuschauer: 135 |

| 26. März 2024 15:00 Uhr | Israel | 4:3 (0:1, 2:2, 2:0) Spielbericht | Bosnien und Herzegowina | Spordikeskuse jäähall, Kothla-Järve Zuschauer: 178 |

| 26. März 2024 18:30 Uhr | Singapur | 1:2 n. V. (0:0, 1:0, 0:1, 0:1) Spielbericht | Estland | Spordikeskuse jäähall, Kothla-Järve Zuschauer: 534 |

| 27. März 2024 18:30 Uhr | Thailand | 1:0 (1:0, 0:0, 0:0) Spielbericht | Estland | Spordikeskuse jäähall, Kothla-Järve Zuschauer: 789 |

| 28. März 2024 15:00 Uhr | Israel | 3:1 (0:0, 1:1, 2:0) Spielbericht | Singapur | Spordikeskuse jäähall, Kothla-Järve Zuschauer: 234 |

| 28. März 2024 18:30 Uhr | Bosnien und Herzegowina | 1:11 (0:3, 0:5, 1:3) Spielbericht | Thailand | Spordikeskuse jäähall, Kothla-Järve Zuschauer: 123 |

| 29. März 2024 15:00 Uhr | Estland | 3:0 (1:0, 2:0, 0:0) Spielbericht | Israel | Spordikeskuse jäähall, Kothla-Järve Zuschauer: 956 |

| 29. März 2024 18:30 Uhr | Bosnien und Herzegowina | 2:6 (1:4, 0:1, 1:1) Spielbericht | Singapur | Spordikeskuse jäähall, Kothla-Järve Zuschauer: 125 |

| Pl. |                         | Sp | S | OTS | OTN | N | Tore  | Punkte |
| 1.  | Thailand                | 4  | 4 | 0   | 0   | 0 | 20:01 | 12     |
| 2.  | Estland                 | 4  | 2 | 1   | 0   | 1 | 10:04 | 8      |
| 3.  | Israel                  | 4  | 2 | 0   | 0   | 2 | 07:11 | 6      |
| 4.  | Singapur                | 4  | 1 | 0   | 1   | 2 | 08:11 | 4      |
| 5.  | Bosnien und Herzegowina | 4  | 0 | 0   | 0   | 4 | 08:26 | 0      |

Abkürzungen: Pl. = Platz, Sp = Spiele, S = Siege, OTS = Siege nach Verlängerung (Overtime) oder Penaltyschießen, OTN = Niederlagen nach Verlängerung oder Penaltyschießen, N = Niederlagen

Erläuterungen: Aufsteiger in die Division IIIA

#### Division-IIIB-Siegermannschaft
| Division-IIIB-Aufsteiger Thailand | Varachanant Boonyubol, Marisa Chimpradid, Prim Dejthai, Sirikarn Jittresin, Apichaya Kosanunt, Thamida Kunthadapakorn, Pondnatcha Phalit, Rinrada Poka, Nuchanat Ponglerkdee, Avita Pothong, Wirasinee Rattananai, Pijittra Sae-Jear, Pawarisa Sakchaicharoenkul, Pattranid Sornprom, Kunkanchaya Swasdiparp, Supitsara Thamma, Kunlarchar Thanyalakpark, Pacharamon Vorawat, Wilaksaya Watthanakulcharoenchai, Thipwarintorn Yannakornthanapunt Cheftrainer: Rory Rawlyk |

### Auf- und Abstieg
| Absteiger in die Division IIIA:  | Südafrika |
| Aufsteiger in die Division IIB:  | Ukraine   |
| Absteiger in die Division IIIB:  | Bulgarien |
| Aufsteiger in die Division IIIA: | Thailand  |